# Enrique Díaz (Musiker)
Enrique Díaz (* 20. Jahrhundert) ist ein Chilenischer Jazz-Bassist.
Díaz studierte von 1973 bis 1976 am Konservatorium von La Serena und bis 1981 an der Universidad de Chile klassischen Kontrabass. Von 1976 bis 1981 war er Mitglied des Orquesta Sinfónica de Chile. Daneben arbeitete er mit mehreren chilenischen Jazzbands zusammen wie La Hebra, EI Bosque, Ensamble, Mantram und Nexus11.
1987 übersiedelte er nach Köln, wo er an der Musikhochschule unterrichtet. Er trat bei mehreren Jazz-Festivals auf wie dem Jazzfestival Leverkusen, dem internationalen Festival Viersen und dem Jazzfestival Berlin. Er spielte mit Gruppen wie Pasta, Tocando la Tierra, Sol Mestizo, Sin Tiempo und dem Andy Lummp Trio. Er unternahm Tourneen durch Spanien, Italien und die Niederlande und mit dem Michael-Küttner-Trio durch Afrika. Daneben arbeitete er in Duos und Trios mit Barre Phillips, Michael Heupel, Markus Stockhausen sowie Mike Herting und Luis Borda. Er trat zudem mit Miriam Makeba, Charlie Mariano, Philip Catherine, Chano Domínguez, Simon Stockhausen, Thomas Alkier, Nicky Marrero, Frank Köllges, Jim Black, Peter Kowald, Youssef Dhafer sowie dem Tänzer James Saunders auf.
Im Soloprojekt Mapuche tritt Díaz solistisch oder mit einem oder zwei Musikern als Gast auf und spielt neben dem Kontrabass weitere Instrumente wie Charango, Zamponas, Schlagzeug und Gitarre. Durch den Einsatz von Recordern und elektronischen Instrumenten entsteht dabei der Eindruck einer Band. In der Musik verbindet Diaz Elemente der chilenischen Musik mit modernen europäischen Einflüssen.
Diaz komponierte Filmmusiken zu den Dokumentarfilmen Oro blanco (2001) und Un viaje a través de la Patagonia. In Zusammenarbeit mit Markus Stockhausen erschienen 1992 die CD Tocando la Tierra und 1996 die CD Sol Mestizo. Gemeinsam mit Charlie Mariano, Markus Stockhausen, Mike Herting und Michael Küttner spielte er 1997 die CD Sin Tiempo ein.

## Diskographie
- Tocando la Tierra, 1992 Jazz Haus Musik
- Sol Mestizo, 1996 ACT Publishing
- Sin tiempo, 1997 Acoustic Music Records